# Deutscher Olymp

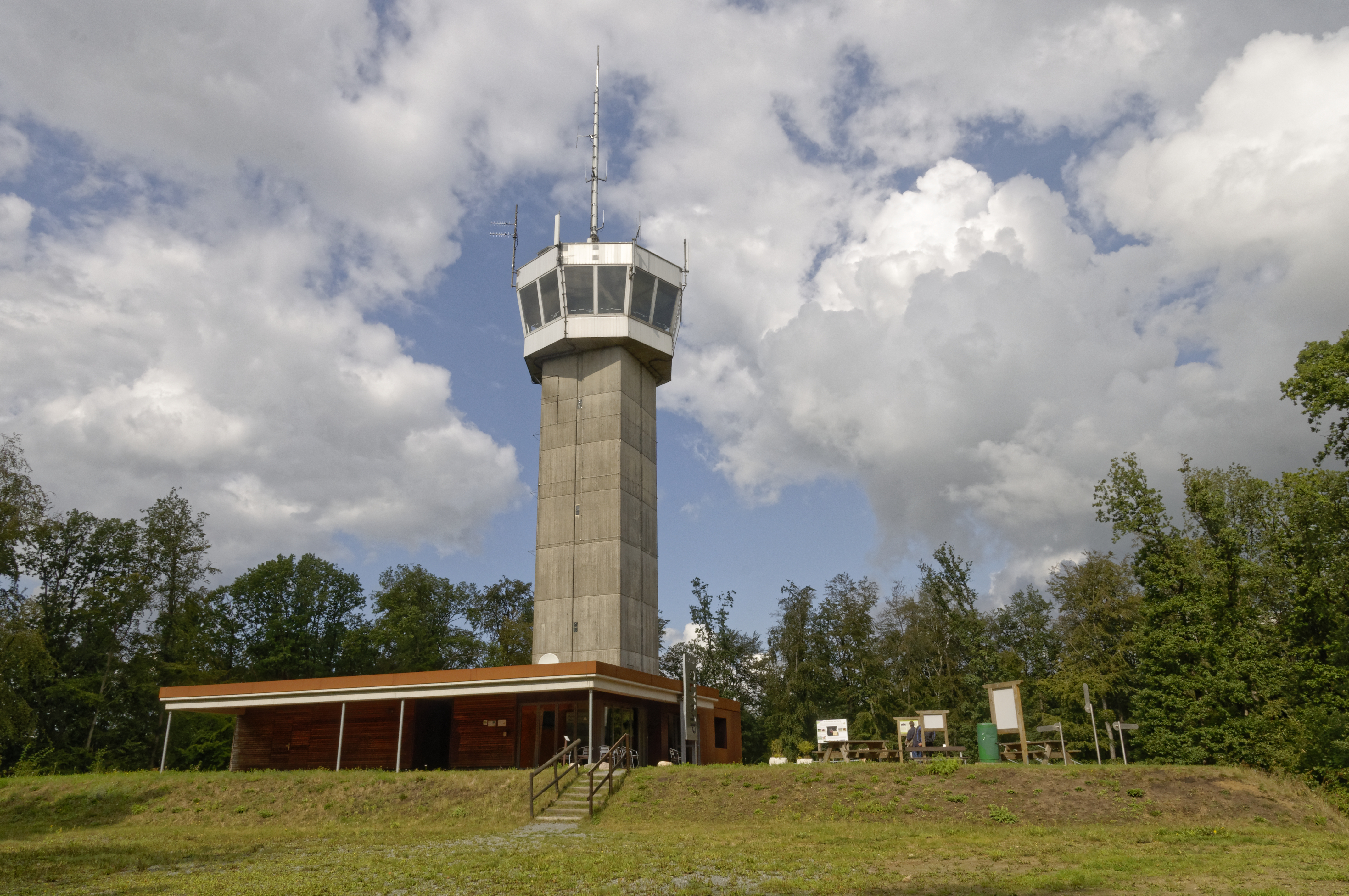
Aussichtsturm Deutscher Olymp

Der Deutsche Olymp, früher Fahlenberg genannt, beim Ortsteil Wassermühle der Gemeinde Wingst im niedersächsischen Landkreis Cuxhaven ist eine etwa 62 m ü. NHN hohe Erhebung im Höhenzug Wingst. Auf ihrem Gipfel befinden sich der Aussichtsturm Deutscher Olymp.

## Geographische Lage
Der Deutsche Olymp liegt im Nordosten des zwischen dem Land Hadeln im Westen und dem Kehdinger Land im Osten gelegenen Höhenzuges Wingst. Er erhebt sich sanft über den nordöstlich und östlich gelegenen Wingster Ortsteil Wassermühle. Seine Kuppen, Nordost- (62 m) und Südwestkuppe (55 m), sind etwa 100 m voneinander entfernt. Zwischen Observatorium und Aussichtsturm (siehe jeweils unten) liegt auf 53 m Höhe ein trigonometrischer Punkt und auf der Ostflanke der Erhebung der Wingster Waldzoo.

## Geschichte
Der Deutsche Olymp entstand als eiszeitliche Moräne des Höhenzugs Wingst. 1848 taucht der Name Deutscher Olymp erstmals in einem Dokument "Deutsche Volks-Telegraphie" auf, das vom Direktor der Hamburg-Altonaer Telegraphen-Linie Johann Ludwig Schmidt stammt und die Einweihung der Telegraphen auf den Thürmen des Posthauses in Hamburg sowie auf dem deutschen Olymp an der Elbe erwähnt. Es liegt nahe, dass Johann Ludwig Schmidt der Namensgeber ist, da er ein Faible für die griechische Mythologie hatte. Zu seiner Zeit war der Berg kahl und bot eine überwältigende Rundumsicht. 1855 hat dann der Gastronom Hinrich Thumann mit einem Fest den bisherigen Fahlenberg auf den Namen "Deutscher Olymp" umgetauft und dies in einem Gedicht festgehalten. 1860 wurde dann von Hinrich Thumann der erste Aussichtsturm auf dem Deutschen Olymp eingeweiht.
| Taufe des Deutschen Olymp Ein hoher Berg voll weitem Ruhm, In alter Zeit ein Heiligtum, Was uns die Töpf' beweisen thun, Die hier mit Todten-Asche ruhn. Seine Stärke kann nicht weichen, Denn er ist Olymp's Gleichen. O, Fahlenberg, ich mach' bekannt, Deutscher Olymp bist du genannt! Man schaut als wie vom Himmel Auf das bunte Weltgetümmel, Vom Morgen bis der Abend graut, Das Auge hier nie müde schaut. Man sieht die Städte, Land und Meer Und die Schiffahrt hin und her, | Am Fuße liegt das Quellenthal, wo Schönheit ohne Maaß und Zahl. Wie vergöttert sich der Sinn, Wenn man steigt auf den Olymp, Der mit einem schönen Haus gekrönt, Und jeder Blick das Auge löhnt. Unter blauem Himmelsbogen 400 Fuß emporgehoben, Das Herz was du so oft erfreut, Zur Ehre dir die Tauf geweiht. O, hoher Berg, wo die Natur Hoch raget über Wald und Flur, Du hast mein Herz so oft erfreut, Drum sei mein Denkmal Dir geweiht. Hinrich Thumann 1855 |

## Erdmagnetisches Observatorium Wingst
Auf der Südwestkuppe des Deutschen Olymp stand seit 1938 das Erdmagnetische Observatorium Wingst, das von 2004 bis 2019 als Außenstation des Adolf-Schmidt-Observatorium in Niemegk vom Deutschen GeoForschungsZentrum in Potsdam betrieben wurde. Darin wurden Betrag und Richtung des Erdmagnetfelds registriert und seit 1944 Kennziffern des magnetischen Störungsgrades bestimmt.

## Aussichtsturm Deutscher Olymp
Auf der Nordostkuppe des Deutschen Olymp steht der 26,75 m hohe Aussichtsturm Deutscher Olymp aus Stahlbeton, der seit 1973 einen Holzfachwerkturm an selber Stelle ersetzt. Er war von Herbst 2005 bis Februar 2006 geschlossen, weil die angegliederte Gaststätte Deutscher Olymp verkauft werden sollte, sich aber längere Zeit kein Käufer fand. Ab Sommer 2006 wurde der Aussichtsturm in Kooperation mit der damaligen Samtgemeinde Am Dobrock zeitweise geöffnet. 2012 wurde der Turm von der Gemeinde Wingst aufgekauft, um ihn nach Abschluss von Sanierungsmaßnahmen wieder als Ausflugsziel zu öffnen. Seit August 2014 ist der Aussichtsturm (ausgeschildert als Fernsichtturm) wieder geöffnet und verfügt nun über einen Aufenthaltsraum, eine Terrasse, einen barrierefreien Zugang und entsprechende Toiletten und einen kleinen Kiosk.
Eine Treppe führt zur hinter Glasscheiben befindlichen Aussichtsplattform auf etwa 90 m ü. NHN. Von dort fällt der Blick in das Hadelner und Kehdinger Land, bis an die Elbe und zur Nordsee: Bei entsprechenden Sichtbedingungen kann man die Elbe mit den Schiffen auf dem Weg nach Hamburg sehen. Eine Sichtgrenze im Nordwesten ist Cuxhaven mit dem Fernmeldeturm Friedrich-Clemens-Gerke-Turm und den Doppeltürmen der St.-Nicolai-Kirche in Altenbruch. Im Norden sind die Nordsee, die Elbe, die Mündung der Oste und die Küste Schleswig-Holsteins mit den Kernkraftwerken bei Brunsbüttel und Brokdorf und die großen Windparks zu sehen. Im Nordosten bis Osten kann der Verlauf der Oste bis Hemmoor wahrgenommen werden, im Südosten bis Süden sind der Geesthügel Westerberg und der Balksee zu erkennen. Im Südwesten bis Westen ist die Hadelner Marsch mit ihren Ortschaften zu sehen.